# Rawlins
Rawlins è una città degli Stati Uniti d'America, capoluogo della Contea di Carbon dello Stato del Wyoming. Nel censimento del 2000 la popolazione era di 8.538 abitanti. Il nome deriva da quello del generale dell'Esercito dell'Unione John Aaron Rawlins, che fondò la città nel 1867.

## Geografia fisica
Secondo i rilevamenti dell'United States Census Bureau, la località di Rawlins si estende su una superficie di 19,2 km², tutti occupati da terre.

## Popolazione
Secondo il censimento del 2000, a Rawlins vivevano 8.538 persone, ed erano presenti 2.237 gruppi familiari. La densità di popolazione era di 445 ab./km². Nel territorio comunale si trovavano 3.860 unità edificate. Per quanto riguarda la composizione etnica degli abitanti, l'85,86% era bianco, lo 0,81% era afroamericano, l'1,46% era nativo, lo 0,84% proveniva dall'Asia, lo 0,09% proveniva dall'Oceano Pacifico, l'8,28% apparteneva ad altre razze e il 2,65% a due o più. La popolazione di ogni razza ispanica corrispondeva al 21,05% degli abitanti.
Per quanto riguarda la suddivisione della popolazione in fasce d'età, il 26,0% era al di sotto dei 18, il 10,1% fra i 18 e i 24, il 29,4% fra i 25 e i 44, il 24,2% fra i 45 e i 64, mentre infine il 10,3% era al di sopra dei 65 anni di età. L'età media della popolazione era di 36 anni. Per ogni 100 donne residenti vivevano 111,5 maschi.